# Марис Лиепа
Ма̀рис Ру̀долфс Лиѐпа (на латвийски: Māris Rūdolfs Liepa, на руски: Марис-Рудольф Эдуардович Лиепа) е съветски балетист от латвийски произход, балетмайстор и балетен педагог, един от водещите изпълнители на балетната трупа на Болшой театър. Върхът на неговото изпълнителско творчество е партията на Крас в балета „Спартак“ в постановката на Юрий Григорович.

## Биография
Роден е в Рига на 27 юли 1936 г. в семейството на Едуард и Лилия Лиепа. Едуард Лиепа, бивш хоров певец, след загубата на гласа продължава да работи в Рижката опера, но вече като сценичен майстор. Запазва обаче своята любов към пеенето и децата му растат в атмосферата на музика и песни. Марис на седемгодишна възраст започва да пее в хора на момчетата към операта. По това време той е слабичко момче и не проявява интерес към балета. За да укрепне физически родителите го записват в хореографско училище. В училището Марис се представя успешно, но до 14-годишната си възраст все още не е сигурен, че ще свърже живота си с балетното изкуство. През това време активно се занимава с плуване, участва в състезания и няколко пъти става шампион на Латвия. Осъзнава, че балетът е неговата съдба през 1950 г., след участие в проведения в Москва преглед на хореографските училища на страната.
През 1953 г. Марис е забелязан от балетните педагози от Москва. С тяхна подкрепа той се прехвърля в Московското хореографско училище (днес Московска академия по хореография) и след две години завършва го с отличен успех. Благодарение на този успех има възможност да остане в Москва, но латвийското министерство на културата следва правилото националните кадри да работят в републиката. Марис се завръща в Рига, но мечтата му е да танцува в Москва.
През 1956 г. Лиепа получава покана от главния балетмайстор на Московския музикален театър „Станиславски и Немирович-Данченко“ и заминава за столицата. На сцената на този театър Лиепа танцува четири години. През 1957 г. той участва в балетния конкурс в рамките на VI Световен фестивал за младежта и студенти и печели златен медал.
През 1960 г. Лиепа е поканен от главния балетмайстор на Болшой театър, Леонид Лавровски, и още през сезона 1960/1961 г. взема участите в спектаклите на театъра. Дебютът му е с партията на Алберт в „Жизел“. Същата година Лавровски поставя специално за Лиепа балета „Нощен град“ по музиката на Бела Барток „Чуден мандарин“. През 1964 г. в Болшой театър идва балетмайсторът Юрий Григорович и в живота на Лиепа започва нов етап. Върхът на неговата балетна кариера е партията на Крас в „Спартак“ в постановката на Григорович. Краят на 1960-те и началото на 1970‑те години е времето на големите турнета на Болшой театър из целия свят, включително във водещите балетни страни – Франция, Англия и САЩ. Марис Лиепа получава световно признание.
Междувременно отношенията между станалия пълновластен ръководител на балетната трупа Григорович и Лиепа се влошават. Като следствие Лиепа е ограничаван да участва в репертоара и турнетата на Болшой театър. След 1970 г. Лиепа получава нови роли предимно в постановките на другите театри. През 1977 г. е последната му голяма партия на сцената на Болшой театър, тя е на принца Лимон в детския балет „Чиполино“ на Арам Хачатурян. През 1979 г. Лиепа публикува статия с критиката на методите на ръководенето на Григорович и на неговите нови спектакли. Като следствие на Лиепа не се позволява да танцува на сцената на Болшой театър в продължение на две години.
В периода, през който е изключен от спектаклите на Болшой театър, Лиепа сътрудничи с балета на Борис Ейфман, завършва балетмайсторското отделение на Института за театрално изкуство ГИТИС, преподава в Московското хореографско училище, снима се в няколко филма. Известно време работи в Днепропетровски театър за опера и балет, където поставя балета „Дон Кихот“ и няколко балетни миниатюри. На 28 март 1982 по лична заповед на министъра на културата на СССР Лиепа се завръща на сцената на Болшой театър, но триумфално изпълнената партия на Крас се оказва последното негово излизане на сцената на любимия театър. На 45-годишна възраст той е принуден да излезе в пенсия.
От 1983 до 1985 г. Лиепа по покана на българското правителство заема поста на директор на балетната трупа в Софийската народна опера и има значителен принос в изграждането на водещите артисти от това поколение. На нейната сцена той поставя два балета – „Дон Кихот“ и „Спящата красавица“. В София Лиепа за последен път излиза на сцената като балетист и изпълнява в своята постановка балетните партии на краля Флорестан и феята Карабос. През 1985 г. българският балет отбелязва 30-годишнината на творческата дейност на Марис Лиепа.
През 1986 г. умира ръководителят на латвийската балетна трупа на Рижката опера. Лиепа обаче не получава овакантеното място отново поради намесата на Григорович. Не му се позволява също да създаде в Рига нов балетен театър. Разбиране се проявява от Московският градски съвет, който взема решение за театър на Марис Лиепа. На 4 март 1989 г. се появява обява за конкурс за набиране на танцьори за театъра „Балет на Марис Лиепа“. На 26 март 1989 г. Марис Лиепа умира от инфаркт. Погребват го в Москва на Ваганковско гробище.

### Личен живот
- Първа съпруга – Мая Плисецкая, бракът трае само три месеца.
- Втора съпруга – Маргарита Жигунова, театрална актриса
  - Син – Андрис Лиепа, балетист, театрален режисьор
  - Дъщеря – Илзе Лиепа, балерина, актриса
- Трета съпруга – Нина Семизорова, балерина, балетен педагог
- Четвърта съпруга (без официален брак) – Евгения Шулц, художник на костюми
  - Дъщеря – Мария Лиепа, актриса.[9][10][11]

## Творчество
По време на работа в Рижката опера Лиепа изпълнява няколко главни партии, но артистичният му талант се разкрива в периода на работа в Московския музикален театър. На неговата сцена Лиепа за първи път изпълнява партията на Конрад в балета „Корсар“ на Адолф Адам и тя става една от най-значимите в балетната му кариера. Още преди да постъпи в трупата на Болшой театър Лиепа е канен да участва в гастролите на неговия балет. На сцената на Болшой театър дебютира с партията на Алберт в Жизел на Адолф Адам. За нея получава наградата на името на Вацлав Нижински на Парижката академия на танца (Académie des Arts Chorégraphiques). Върхът в изпълнителското творчество на Лиепа е партията на Крас в постановката „Спартак“ на Григорович. Според критиците Лиепа е най-добрият изпълнител на Крас в съветския балет. Тази партия е любимата на Лиепа, изпълнява я над сто пъти, за нея е награден с най-високата държавна награда на СССР, Ленинската премия за постиженията в изкуството. През 1977 г. Парижката академия на танца оценява творчество на Лиепа с наградата на името на Мариус Петипа.
Лиепа се проявява и като постановчик на балетни спектакли. Много години работи над възстановяването на балета „Призракът на роза“ на бележития балетмайстор Михаил Фокин. Премиерата на 10-минутната постановка е по време на турнето в Куба през 1966 г. На сцената на Болшой театър тя е през 1967 г. През 1979 г. поставя в Днепропетровск Дон Кихот на Лудвиг Минкус. Участва като хореограф на танци в театрални спектакли, филми и телевизионни представления.
Като драматичен актьор се снима в няколко игрални филма. С неговото участие са заснети няколко филмови и телевизионни балетни спектакли.

### Балетни партии
Лиепа изпълнява водещите мъжки партии в много класически и съветски балетни постановки. Той е първи изпълнител на някои партии на сцените на Московския музикален театър и Болшой театър.
- „Дон Кихот“ на Лудвиг Минкус – Базил
- „Жизел“ на Адолф Адам – Альберт
- „Лебедово езеро“ на Пьотър Чайковски – Зигфрид
- „Спящата красавица“ на Пьотър Чайковски – Дезире
- „Ромео и Жулиета“ на Сергей Прокофиев – Ромео
- „Спартак“ на Арам Хачатурян – Крас
- „Идиот“ по музика на Пьотър Чайковски – Рогожин
- „Валпургиева нощ“ на Шарл Гуно – Вакх
- „Бахчисарайски фонтан“ на Борис Асафиев – Вацлав
- „Историята на войника“ на Игор Стравински – Дявол
- „Кармен-сюита“ на Родион Шчедрин – Хосе
- „С любов за любов“ на Тихон Хреников – Клавдио

#### Първи изпълнител

##### Московски музикален театър
- „Жанна д’Арк“, Николай Пейко – Лионел
- „Корсар“, Адолф Адам – Конрад

##### Болшой театър
- „Нощен град“ (Ночной город) по музика на Бела Барток – Юноша
- „Страници от живота“ (Страницы жизни) по музика на Андрей Баланчивадзе – Георгий
- „Легенда за любовта“ (Легенда о любви) на Ариф Меликов – Ферхад
- „Ана Каренина“ на Родион Шчедрин – Вронски
- „Тези омайващи звуци...“ (Эти чарующие звуки…) по музика на Арканджело Корели, Джузепе Торели, Жан-Филип Рамо, Волфганг Амадеус Моцарт – Солист

### Филмография
Лиепа участва във филмите и като балетист, и като драматичен актьор.
- 1959 – „Илзе“ („Ilze“)
- 1965 – „Новогодишен календар“ („Новогодний календарь“)
- 1969 – „Хамлет“, филм-балет по музика на Дмитрий Шостакович – Хамлет
- 1970 – „Твоето име“ („Имя твоё“), филм-балет по музика на Франсис Пуленк – Анри
- 1971 – „Гробът на лъва“ („Могила льва“) – княз Всеслав
- 1972 – „Четвъртият“ („Четвёртый“) – Джек Уилър
- 1975 – „Спартак“, филм-балет на Арам Хачатурян – Крас
- 1976 – „В един микрорайон“ („В одном микрорайоне“), телевизионен сериал – Яунис Берзинь
- 1977 – „Орех Кракатук“ – няколко роли
- 1977 – „Галатея“, филм-балет по музика на Фредерик Лоу (Frederick Loewe) и Тимур Коган – професор Хигинс
- 1980 – „Большой балет“, филм-балет
- 1984 – „Черните лебеди“ – Хореографът
- 1985 – „Детството на Бемби“ („Детство Бемби“) – Бащата на Бемби
- 1986 – „Младостта на Бемби“ („Юность Бемби“) – Бащата на Бемби
- 1986 – „Лермонтов“ – Николай I
- 1986 – „Приключенията на Шерлок Холмс и доктор Уотсън“ („Приключения Шерлока Холмса и доктора Ватсона“), петият филм от поредицата – Полковникът Валънтайн Уолтър
- 1987 – „Митът“ („Миф“) – Юрий
- 1987 – „Да се пристъпи към разследването“ („К расследованию приступить“), втората серия – Хрунов
- 1988 – „Пътят към ада“ („Дорога в ад“) – Ото Щимер
- 1988 – „Корабът“ („Корабль“) – Штол

## In Memoriam
По повод 60-годишнината на Марис Лиепа през 1996 г. Илзе и Андрис Лиепа регистрират благотворителен фонд на неговото име. Фондът съдейства за развитието на хореографското изкуство, осигурява стипендии за младите балетни артисти и ученици на хореографските училища, организира разнообразни мероприятия, един от които е фестивалът Русские сезоны XXI века в честь Мариса Лиепы.
На 5 септември 2013 г. в Рига се открива паметник на Марис Лиепа. Събитието е в рамките на тържествата по повод 150-годишнината на Латвийския национален театър за опера и балет.
На 20 декември 2016 г. в памет на Марис Лиепа на сцената на Болшой театър се представя балетен гала концерт.